# 西姆索尼亞 (肯塔基州)
西姆索尼亞（英語：Symsonia）是位於美國肯塔基州格雷夫斯縣的一個人口普查指定地區。

## 人口
根據2020年美國人口普查的數據，西姆索尼亞的面積為3.96平方千米，當中陸地面積為3.93平方千米，而水域面積為0.03平方千米。當地共有人口234人，而人口密度為每平方千米59.09人。